# Кунгерское сельское поселение
Кунгерское се́льское поселе́ние — муниципальное образование в Атнинском районе Татарстана Российской Федерации.
Административный центр — село Кунгер.

## История
Статус и границы сельского поселения установлены Законом Республики Татарстан от 31 января 2005 года № 15-ЗРТ «Об установлении границ территорий и статусе муниципального образования „Атнинский муниципальный район“ и муниципальных образований в его составе».

## Население
| 2010  | 2011  | 2012  | 2013  | 2014  | 2015  | 2016  |
| ----- | ----- | ----- | ----- | ----- | ----- | ----- |
| 1517  | ↘1514 | ↘1474 | ↘1460 | ↘1446 | ↘1428 | ↘1415 |
| 2017  | 2018  |       |       |       |       |       |
| ↗1424 | ↘1417 |       |       |       |       |       |

## Состав сельского поселения
| № | Населённый пункт | Тип населённого пункта       | Население |
| - | ---------------- | ---------------------------- | --------- |
| 1 | Верхние Шаши     | деревня                      |           |
| 2 | Кошар            | село                         |           |
| 3 | Кунгер           | село, административный центр |           |
| 4 | Мендюш           | деревня                      |           |
| 5 | Нижние Шаши      | деревня                      |           |